# TRW
TRW Inc.（Thompson Ramo Wooldridge，汤普森-拉莫-伍尔德里奇公司）是一家美国公司，在航天、电子、汽车等领域开展业务。TRW开发了美国很多的航天器，包括：先驱者1号、先驱者10号、空间望远镜。1953年开发了美国第一批洲际弹道导弹宇宙神导弹。 Starting with the initial design by Convair, the multi-corporate team launched Atlas in 1957.1986年位列财富500强的第57位，雇员122,258人。 
2002年被诺斯洛普·格鲁门并购。